# Point Pleasant (seriál)
Point Pleasant je mystery fantasy hororový seriál, který vysílala stanice FOX v roce 2005. Jeho hlavní poslavou je Christina Nickson (Elisabeth Harnois), která je něco jako novodobý antikrist.

## Shrnutí
Seriál Point Pleasant je mystery fantasy hororové drama, tedy podle toho všeho, kam to ostatní zařadili. Odehrává se v současnosti a hlavním dějištěm je přímořské městečko Point Pleasant. To žije svým klidným, možná trochu nudným, životem. Tedy až do doby, kdy je z moře vytažena dívka, Christina Nickson. Ona je totiž ve městě proto, aby ho zničila. Je vlastně novodobý antikrist. Ale nebyl by to seriál, kdyby tu nebyl někdo, koho Chris miluje. A tím někým je Jesse Parker, jehož otec je policista a matka silně věřící žena v domácnosti. On je jediný, kdo může zachránit obyvatele města i celý svět před zkázou…

## Seznam dílů
1. Pilot
2. Human Nature
3. Who's Your Daddy?
4. Lonely Hunter
5. Last Dance
6. Secrets and Lies
7. Unraveling
8. Swimming with Boyd
9. Waking the Dead
10. Hell hath no fury like a woman choked
11. Missing (aka When the cat's away)
12. Mother's Day
13. Let the War Commence